# 토쿠마루 슈고
토쿠마루 슈고(トクマルシューゴ, 1980년 ~)는 일본의 싱어송라이터이다. 2013년 2월까지 5장의 정규 음반을 발매하였다.

## 음반 목록

### 정규 음반
- 《Night Piece 》 (2004년)
- 《L.S.T. 》 (2005년)
- 《Exit》 (2007년)
- 《Port Entropy》 (2010년)
- 《In Focus?》 (2012년)
- 《TOSS》 (2019년)